# Tomáš Ladra
Tomáš Ladra (ur. 24 kwietnia 1997) – czeski piłkarz grający na pozycji napastnika w zespole FK Mladá Boleslav.